# 션 놀린
션 패트릭 놀린(Sean Patrick Nolin, 1989년 12월 26일 ~ )은 미국의 야구 선수이자, 전 메이저 리그 마이애미  말린스의 투수이다.

## 미국 프로야구 시절
2013년에 토론토 블루제이스에 입단하였다.

## 일본 프로야구 시절
2020년에 사이타마 세이부 라이온스에 입단하였다.

## 미국 프로야구 복귀
2021년에 워싱턴 내셔널스에 입단하였다.

## 한국 프로야구 시절

### KIA 타이거즈시절
2022년에 대니얼 멩덴을 대체할 외국인 투수로 영입되었다. 이는 2018년 팻 딘 이후 4년 만의 팀 좌완 외국인 투수 영입이었다. 시즌 중 부상 이력으로 인해 2022년 시즌 후 재계약에 실패했다.

## 미국 프로야구 재복귀
2023년에 미네소타 트윈스에 입단하였다.